# Santigie Kanu
Santigie Borbor Kanu (* März 1965 im Chiefdom Maforki), bekannt als Five-Five, ist ein ehemaliger sierra-leonischer Militär der Sierra Leone Army. Er war führendes Mitglied der Rebellenorganisation Armed Forces Revolutionary Council (AFRC; 1997–1998) im Bürgerkrieg in Sierra Leone, die im Mai 1997 unter Führung von Johnny Paul Koroma die gewählte Regierung um Ahmad Tejan Kabbah stürzte.
Kanu war seit 27. November 1960 Mitglied der Sierra Leone Armed Forces und erreichte bis zum Putsch am 25. Mai 1997 den Rang eines Sergeant. Wie auch Alex Brima und Brima Kamara wurde er wegen Kriegsverbrechen und Verbrechen gegen die Menschlichkeit am 20. Juni 2006 vom Sondergerichtshof für Sierra Leone verurteilt. Kanu erhielt eine Haftstrafe von 50 Jahren, die er im Mpanga-Gefängnis in Ruanda verbüßt. 2012 wurde er wegen Missachtung des Gerichts zu einer weiteren Haftstrafe von einem Jahr und 50 Wochen verurteilt.